# Żarnówka (dopływ Kamiennej)
Żarnówka – struga, prawostronny dopływ Kamiennej o długości 17,45 km. Uchodzi do Kamiennej w pobliżu Marcinkowa. Ciek o charakterze górskim.
Na strudze znajduje się zbiornik zaporowy w Mostkach o powierzchni ok. 21 ha i pojemności ok. 710 tys. m³.